# 堀岡古明神
堀岡古明神（ほりおかふるみょうじん）は、富山県射水市の町名である。

## 特徴
国道415号がある他、新湊大橋の東側の入り口があり、比較的交通量が多い。

## 地理
かつては富山湾に面していたが、埋立地の造成（海竜町及び海竜新町）により現在は面していない。

## 世帯数と人口
2022年（令和4年）7月31日現在の世帯数と人口は以下の通りである。
| 町丁       | 世帯数  | 人口  |
| ---------- | ------- | ----- |
| 堀岡古明神 | 195世帯 | 427人 |

## 小・中学校の校区
市立小・中学校に通う場合、校区は以下の通りとなる。
| 番地 | 小学校             | 中学校             |
| ---- | ------------------ | ------------------ |
| 全域 | 射水市立堀岡小学校 | 射水市立射北中学校 |

## 交通

### 道路
- 国道415号
- 富山県道232号堀岡小杉線

## 施設
- 草岡神社
- 射水市立射北中学校

## 参考出典
- 平凡社地方資料センター 編『富山県の地名 日本歴史地名大系 第16巻』平凡社、1994年。ISBN 4582910084。